# Verkholmen
Verkholmen är en tidigare ö sammanvuxen med Älgö. Den ligger i kommunen Raseborg i den ekonomiska regionen  Raseborg  och landskapet Nyland, i den södra delen av landet, 90 km väster om huvudstaden Helsingfors.